# Danh sách xã thuộc tỉnh Hải Dương
Tính đến ngày 1 tháng 12 năm 2024, tỉnh Hải Dương có 207 đơn vị hành chính cấp xã, trong đó có 151 xã.
Dưới đây là danh các xã thuộc tỉnh Hải Dương hiện nay.
| Xã             | Trực thuộc          | Diện tích (km²) | Dân số (người) | Mật độ dân số (người/km²) | Thành lập |
| -------------- | ------------------- | --------------- | -------------- | ------------------------- | --------- |
| An Bình        | Huyện Nam Sách      |                 |                |                           |           |
| An Đức         | Huyện Ninh Giang    |                 |                |                           |           |
| An Phú         | Huyện Nam Sách      |                 |                |                           |           |
| An Phượng      | Huyện Thanh Hà      |                 |                |                           |           |
| An Sơn         | Huyện Nam Sách      |                 |                |                           |           |
| An Thanh       | Huyện Tứ Kỳ         |                 |                |                           |           |
| An Thượng      | Thành phố Hải Dương | 6,67            |                |                           |           |
| Bạch Đằng      | Thị xã Kinh Môn     | 6,75            |                |                           |           |
| Bắc An         | Thành phố Chí Linh  | 27,72           |                |                           |           |
| Bình Lãng      | Huyện Tứ Kỳ         |                 |                |                           |           |
| Bình Xuyên     | Huyện Bình Giang    |                 |                |                           |           |
| Bình Xuyên     | Huyện Ninh Giang    |                 |                |                           |           |
| Cao An         | Huyện Cẩm Giàng     |                 |                |                           |           |
| Cao Thắng      | Huyện Thanh Miện    |                 |                |                           |           |
| Cẩm Đoài       | Huyện Cẩm Giàng     |                 |                |                           |           |
| Cẩm Đông       | Huyện Cẩm Giàng     |                 |                |                           |           |
| Cẩm Hoàng      | Huyện Cẩm Giàng     |                 |                |                           |           |
| Cẩm Hưng       | Huyện Cẩm Giàng     |                 |                |                           |           |
| Cẩm Văn        | Huyện Cẩm Giàng     |                 |                |                           |           |
| Cẩm Việt       | Huyện Thanh Hà      |                 |                |                           |           |
| Cẩm Vũ         | Huyện Cẩm Giàng     |                 |                |                           |           |
| Chi Lăng Bắc   | Huyện Thanh Miện    |                 |                |                           |           |
| Chi Lăng Nam   | Huyện Thanh Miện    |                 |                |                           |           |
| Chí Minh       | Huyện Tứ Kỳ         |                 |                |                           |           |
| Cổ Bì          | Huyện Bình Giang    |                 |                |                           |           |
| Cộng Hòa       | Huyện Nam Sách      |                 |                |                           |           |
| Dân An         | Huyện Tứ Kỳ         |                 |                |                           |           |
| Đại Đức        | Huyện Kim Thành     |                 |                |                           |           |
| Đại Hợp        | Huyện Tứ Kỳ         |                 |                |                           |           |
| Đại Sơn        | Huyện Tứ Kỳ         |                 |                |                           |           |
| Định Sơn       | Huyện Cẩm Giàng     |                 |                |                           |           |
| Đoàn Kết       | Huyện Thanh Miện    |                 |                |                           |           |
| Đoàn Thượng    | Huyện Gia Lộc       |                 |                |                           |           |
| Đoàn Tùng      | Huyện Thanh Miện    |                 |                |                           |           |
| Đồng Cẩm       | Huyện Kim Thành     |                 |                |                           |           |
| Đồng Lạc       | Huyện Nam Sách      |                 |                |                           |           |
| Đức Chính      | Huyện Cẩm Giàng     |                 |                |                           |           |
| Đức Phúc       | Huyện Ninh Giang    |                 |                |                           |           |
| Gia Phúc       | Huyện Gia Lộc       |                 |                |                           |           |
| Gia Tiến       | Huyện Gia Lộc       |                 |                |                           |           |
| Gia Xuyên      | Thành phố Hải Dương | 5,05            |                |                           |           |
| Hà Kỳ          | Huyện Tứ Kỳ         |                 |                |                           |           |
| Hà Thanh       | Huyện Tứ Kỳ         |                 |                |                           |           |
| Hiệp Cát       | Huyện Nam Sách      |                 |                |                           |           |
| Hiệp Hòa       | Thị xã Kinh Môn     | 9,84            |                |                           |           |
| Hiệp Lực       | Huyện Ninh Giang    |                 |                |                           |           |
| Hòa Bình       | Huyện Kim Thành     |                 |                |                           |           |
| Hoàng Diệu     | Huyện Gia Lộc       |                 |                |                           |           |
| Hoàng Hoa Thám | Thành phố Chí Linh  | 28,03           |                |                           |           |
| Hồng Dụ        | Huyện Ninh Giang    |                 |                |                           |           |
| Hồng Hưng      | Huyện Gia Lộc       |                 |                |                           |           |
| Hồng Khê       | Huyện Bình Giang    |                 |                |                           |           |
| Hồng Lạc       | Huyện Thanh Hà      |                 |                |                           |           |
| Hồng Phong     | Huyện Nam Sách      |                 |                |                           |           |
| Hồng Phong     | Huyện Ninh Giang    |                 |                |                           |           |
| Hồng Phong     | Huyện Thanh Miện    |                 |                |                           |           |
| Hồng Quang     | Huyện Thanh Miện    |                 |                |                           |           |
| Hợp Tiến       | Huyện Nam Sách      |                 |                |                           |           |
| Hùng Thắng     | Huyện Bình Giang    |                 |                |                           |           |
| Hưng Đạo       | Huyện Tứ Kỳ         |                 |                |                           |           |
| Hưng Đạo       | Thành phố Chí Linh  | 12,78           |                |                           |           |
| Hưng Long      | Huyện Ninh Giang    |                 |                |                           |           |
| Kiến Phúc      | Huyện Ninh Giang    |                 |                |                           |           |
| Kim Anh        | Huyện Kim Thành     |                 |                |                           |           |
| Kim Đính       | Huyện Kim Thành     |                 |                |                           |           |
| Kim Liên       | Huyện Kim Thành     |                 |                |                           |           |
| Kim Tân        | Huyện Kim Thành     |                 |                |                           |           |
| Kim Xuyên      | Huyện Kim Thành     |                 |                |                           |           |
| Kỳ Sơn         | Huyện Tứ Kỳ         |                 |                |                           |           |
| Lạc Long       | Thị xã Kinh Môn     | 6,82            |                |                           |           |
| Lạc Phượng     | Huyện Tứ Kỳ         |                 |                |                           |           |
| Lai Khê        | Huyện Kim Thành     |                 |                |                           |           |
| Lam Sơn        | Huyện Thanh Miện    |                 |                |                           |           |
| Lê Hồng        | Huyện Thanh Miện    |                 |                |                           |           |
| Lê Lợi         | Huyện Gia Lộc       |                 |                |                           |           |
| Lê Lợi         | Thành phố Chí Linh  | 26,31           |                |                           |           |
| Lê Ninh        | Thị xã Kinh Môn     | 11,60           |                |                           |           |
| Liên Hồng      | Thành phố Hải Dương | 9,26            |                |                           |           |
| Liên Mạc       | Huyện Thanh Hà      |                 |                |                           |           |
| Long Xuyên     | Huyện Bình Giang    |                 |                |                           |           |
| Lương Điền     | Huyện Cẩm Giàng     |                 |                |                           |           |
| Minh Đức       | Huyện Tứ Kỳ         |                 |                |                           |           |
| Minh Hòa       | Thị xã Kinh Môn     | 7,06            |                |                           |           |
| Minh Tân       | Huyện Nam Sách      |                 |                |                           |           |
| Nam Hưng       | Huyện Nam Sách      |                 |                |                           |           |
| Nam Tân        | Huyện Nam Sách      |                 |                |                           |           |
| Nghĩa An       | Huyện Ninh Giang    |                 |                |                           |           |
| Ngọc Liên      | Huyện Cẩm Giàng     |                 |                |                           |           |
| Ngọc Sơn       | Thành phố Hải Dương | 4,86            |                |                           |           |
| Ngô Quyền      | Huyện Thanh Miện    |                 |                |                           |           |
| Ngũ Hùng       | Huyện Thanh Miện    |                 |                |                           |           |
| Ngũ Phúc       | Huyện Kim Thành     |                 |                |                           |           |
| Nguyên Giáp    | Huyện Tứ Kỳ         |                 |                |                           |           |
| Nhân Huệ       | Thành phố Chí Linh  | 5,1             |                |                           |           |
| Nhân Quyền     | Huyện Bình Giang    |                 |                |                           |           |
| Nhật Quang     | Huyện Gia Lộc       |                 |                |                           |           |
| Phạm Kha       | Huyện Thanh Miện    |                 |                |                           |           |
| Phạm Trấn      | Huyện Gia Lộc       |                 |                |                           |           |
| Phúc Điền      | Huyện Cẩm Giàng     |                 |                |                           |           |
| Quang Đức      | Huyện Gia Lộc       |                 |                |                           |           |
| Quang Khải     | Huyện Tứ Kỳ         |                 |                |                           |           |
| Quang Phục     | Huyện Tứ Kỳ         |                 |                |                           |           |
| Quang Thành    | Thị xã Kinh Môn     | 11,37           |                |                           |           |
| Quang Trung    | Huyện Tứ Kỳ         |                 |                |                           |           |
| Quốc Tuấn      | Huyện Nam Sách      |                 |                |                           |           |
| Quyết Thắng    | Thành phố Hải Dương | 8,98            |                |                           |           |
| Tam Kỳ         | Huyện Kim Thành     |                 |                |                           |           |
| Tân An         | Huyện Thanh Hà      |                 |                |                           |           |
| Tân Hồng       | Huyện Bình Giang    |                 |                |                           |           |
| Tân Hương      | Huyện Ninh Giang    |                 |                |                           |           |
| Tân Kỳ         | Huyện Tứ Kỳ         |                 |                |                           |           |
| Tân Phong      | Huyện Ninh Giang    |                 |                |                           |           |
| Tân Quang      | Huyện Ninh Giang    |                 |                |                           |           |
| Tân Trào       | Huyện Thanh Miện    |                 |                |                           |           |
| Tân Trường     | Huyện Cẩm Giàng     |                 |                |                           |           |
| Tân Việt       | Huyện Bình Giang    |                 |                |                           |           |
| Tân Việt       | Huyện Thanh Hà      |                 |                |                           |           |
| Thái Dương     | Huyện Bình Giang    |                 |                |                           |           |
| Thái Hòa       | Huyện Bình Giang    |                 |                |                           |           |
| Thái Minh      | Huyện Bình Giang    |                 |                |                           |           |
| Thái Tân       | Huyện Nam Sách      |                 |                |                           |           |
| Thanh An       | Huyện Thanh Hà      |                 |                |                           |           |
| Thanh Giang    | Huyện Thanh Miện    |                 |                |                           |           |
| Thanh Hải      | Huyện Thanh Hà      |                 |                |                           |           |
| Thanh Hồng     | Huyện Thanh Hà      |                 |                |                           |           |
| Thanh Lang     | Huyện Thanh Hà      |                 |                |                           |           |
| Thanh Quang    | Huyện Thanh Hà      |                 |                |                           |           |
| Thanh Sơn      | Huyện Thanh Hà      |                 |                |                           |           |
| Thanh Tân      | Huyện Thanh Hà      |                 |                |                           |           |
| Thanh Tùng     | Huyện Thanh Miện    |                 |                |                           |           |
| Thanh Xuân     | Huyện Thanh Hà      |                 |                |                           |           |
| Thăng Long     | Thị xã Kinh Môn     | 6,09            |                |                           |           |
| Thống Kênh     | Huyện Gia Lộc       |                 |                |                           |           |
| Thống Nhất     | Huyện Gia Lộc       |                 |                |                           |           |
| Thúc Kháng     | Huyện Bình Giang    |                 |                |                           |           |
| Thượng Quận    | Thị xã Kinh Môn     | 7,02            |                |                           |           |
| Tiên Động      | Huyện Tứ Kỳ         |                 |                |                           |           |
| Tiền Tiến      | Thành phố Hải Dương | 10,81           |                |                           |           |
| Toàn Thắng     | Huyện Gia Lộc       |                 |                |                           |           |
| Trần Phú       | Huyện Nam Sách      |                 |                |                           |           |
| Tuấn Việt      | Huyện Kim Thành     |                 |                |                           |           |
| Tứ Cường       | Huyện Thanh Miện    |                 |                |                           |           |
| Ứng Hòe        | Huyện Ninh Giang    |                 |                |                           |           |
| Văn Hội        | Huyện Ninh Giang    |                 |                |                           |           |
| Văn Tố         | Huyện Tứ Kỳ         |                 |                |                           |           |
| Vĩnh Cường     | Huyện Thanh Hà      |                 |                |                           |           |
| Vĩnh Hòa       | Huyện Ninh Giang    |                 |                |                           |           |
| Vĩnh Hồng      | Huyện Bình Giang    |                 |                |                           |           |
| Vĩnh Hưng      | Huyện Bình Giang    |                 |                |                           |           |
| Vũ Dũng        | Huyện Kim Thành     |                 |                |                           |           |
| Yết Kiêu       | Huyện Gia Lộc       |                 |                |                           |           |